# Nieuwe Roomse Partij

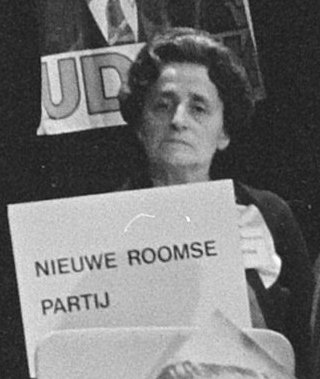
NRP-lijsttrekker H.M.G. Cuijpers-Boumans (1971)

De Nieuwe Roomse Partij (NRP) was een Nederlandse conservatief-katholieke politieke partij die actief was tussen 1970 en 1972.
De partij werd opgericht door Tine Cuijpers-Boumans, die sinds 1967 politiek actief was, en nam stelling tegen de lossere omgang in het katholieke geloof en het moreel verval. De partij moest dienen als een alternatief voor de Katholieke Volkspartij, die onder meer het gebruik van de anticonceptiepil toestond. De Nieuwe Roomse Partij deed mee aan de gemeenteraadsverkiezingen en bij de Tweede Kamerverkiezingen 1971 werden ongeveer 23.000 stemmen verkregen, wat onvoldoende was voor een zetel. De partij werd hierna opgeheven en samen met Klaas Beuker, die derde stond op de lijst voor de Kamerverkiezingen, ging Cuypers verder bij de Rooms Katholieke Partij Nederland (RKPN). Later richtte ze God Met Ons op.